# Kalanchoe cherukondensis
Kalanchoe cherukondensis ist eine Pflanzenart der Gattung Kalanchoe in der Familie der Dickblattgewächse (Crassulaceae).

## Beschreibung

### Vegetative Merkmale
Kalanchoe cherukondensis ist eine ausdauernde, vollständig rötlich braune Pflanze, die Wuchshöhen von bis zu 30 Zentimeter erreicht. Der einfache, kahle, stielrunde Trieb ist aufrecht, an seiner Basis kräftiger und nach oben plötzlich spitz zulaufend. Die sitzenden Laubblätter sind mit winzigen blutroten Flecken bedeckt. Die breit spatelige bis verkehrt eiförmige oder elliptische Blattspreite ist 1,2 bis 8 Zentimeter lang und 0,4 bis 6,5 Zentimeter breit. Ihre Spitze ist stumpf bis zugespitzt oder rund bis ausgerandet und an ihrer Basis verschmälert. Der schuppige Blattrand ist unregelmäßig gekerbt.

### Generative Merkmale
Der Blütenstand ist eine rispige Traube. Die aufrechten Blüten stehen an kahlen bis dicht drüsighaarigen, 6 bis 16 Millimeter langen Blütenstielen. Ihre rötlich braunen, kahlen, nicht drüsigen Kelchblätter sind fast nicht miteinander verwachsen. Ihre lanzettlichen, zugespitzten Kelchzipfel sind 7 bis 13 Millimeter lang und 1,5 bis 2,5 Millimeter breit. Die weißen Kronblätter sind drüsig-flaumhaarig. Die mehr oder weniger zylindrische Kronröhre ist 3 bis 9 Millimeter lang. Ihre lanzettlichen, zugespitzten, mehr oder weniger unauffällig siebenadrigen Kronzipfel weisen eine Länge von 5 bis 7 Millimeter auf. Die Staubblätter sind im oberen Teil der Kronröhre angeheftet und ragen leicht aus der Blüte heraus. Die eiförmigen Staubbeutel sind etwa 1 Millimeter lang. Die pfriemlichen Nektarschüppchen weisen eine Länge von 1,5 bis 5 Millimeter auf. Das pfriemliche Fruchtblatt weist eine Länge von etwa 5 Millimeter auf. Der Griffel ist etwa 5 Millimeter lang.

## Systematik und Verbreitung
Kalanchoe cherukondensis ist in Indien im Bundesstaat Andhra Pradesh an felsigen Stellen in Höhen von 1100 Metern verbreitet. 
Die Erstbeschreibung durch Gorti Venkata Subba Rao und Gorti Raghawa Kumari wurde 1978 veröffentlicht.

## Nachweise